# Юрика (Монтана)
Юрика (англ.  Eureka ) — город в округе Линкольн в штате Монтана США. 
Находится в 9 милях (14 км) к югу от границы Канады и США. Население составляло 1380 человек по переписи 2020 года.

## История
Юрика была основана в начале 1880-х годов, когда поселенцы переселялись на север из Мизулы и на юг из Канады; изначально она была известна как Дьюивилл. Это один из последних районов, который был освоен в Монтане во времена фронтира, лесозаготовки были основным источником дохода на протяжении десятилетий. Юрика когда-то была объявлена «мировой столицей рождественских ёлок», и вечнозелёные деревья отправлялись во многие городские точки для праздничных распродаж.
Канадский охотник за пушным зверем и исследователь Дэвид Томпсон посетил этот район в начале XIX века во время своих поисков пути к Тихому океану. Ранние исследователи, обнаружив там индейцев, выращивающих местный сорт табака, назвали его Табачными равнинами. В конце 1970-х годов жители Юрики начали проводить «Рандеву в Табачной долине» каждый год в апреле в ознаменование визита Томпсона.
Президент Гарри С. Трумэн выступил с речью в Юрике 1 октября 1952 года в рамках тура в поддержку в конечном итоге неудачной президентской кампании Эдлая Стивенсона.
Лесопилка Оуэнса и Хёрста закрылась в 2005 году.

## Демография

### Перепись 2010 года
По данным переписи 2010 года, в городе жили 1037 человек, были 
442 домохозяйства и 261 семья. Плотность населения составляла 1026,7 жителей на квадратную милю (396,4/км²). Было 495 единиц жилья при средней плотности 490,1 единиц на квадратную милю (189,2 единиц/км²). Расовый состав города был следующим: 94,8% белых, 0,6% коренных американцев, 0,4% азиатов, 1,4% представителей других рас и 2,9% представителей двух или более рас. Испаноязычные или латиноамериканцы любой расы составляли 4,3% населения.

### Перепись 2000 года
По данным переписи 2000 года, в городе жили 1017 человек, было 431 домохозяйство и 252 семьи. Плотность населения составляла 1008,6 жителей на квадратную милю (389,4/км²). Было 494 единицы жилья при средней плотности 489,9 единиц на квадратную милю (189,2 единиц/км²). Расовый состав города был следующим: 96,76% белых, 1,28% коренных американцев, 0,20% азиатов, 0,59% представителей других рас и 1,18% представителей двух или более рас. 1,47% населения были испаноязычными или латиноамериканцами любой расы.